# Michel Drhey
Michel Drhey, né le 2 mai 1944 à Meknès[réf. nécessaire] (Maroc), est un commentateur sportif de la télévision française. 
Il a deux fils d'unions différentes. 

## Carrière
Il commence sa carrière à la fin des années 60 sur la première chaine de l'ORTF, en y présentant les matchs de football. En 1975, il crée la rubrique « Buts étrangers », qui rassemble les plus belles actions du football mondial, sur France Régions 3. Dès lors, il a créé de nombreux magazines sur différents sports comme le rugby à XV ou le cyclisme. Il commente le premier match de Michel Platini en équipe de France, en 1976. Spécialiste de la diffusion en direct, il travaille, dans les années 1990, pour France 3 et France 2, en particulier sur les Internationaux de France de tennis à Roland-Garros, avec à ses côtés Jean-Paul Loth.